# Splietau
Splietau ist ein Ortsteil der Stadt Dannenberg (Elbe) in der Samtgemeinde Elbtalaue im Landkreis Lüchow-Dannenberg in Niedersachsen. Im Jahr 2004 hatte der Ort 205 Einwohner.

## Lage
Das Dorf liegt 1,5 km östlich vom Rand der Kernstadt Dannenberg an der Landesstraße L 256. Naturräumlich befindet es sich auf der Lüchower Niederterrasse auf etwa 15 m NN. Einige Bereiche der Gemarkung sind von Flugsanden bedeckt (bewaldete Binnendünen); sonst überwiegen teils ackerfähige Talsande. 

## Geschichte
Bevor die Siedlung im Frühjahr 1870 durch einen Brand fast völlig zerstört wurde, war Splietau ein eng bebautes Haufendorf. Bei dem verheerenden Großfeuer brannten 83 Gebäude auf 22 Hofstellen ab. Der Wiederaufbau erfolgte mit einem weiträumigen, regelmäßigen Straßennetz. Die Haupthäuser der großen Höfe wurden – wie damals typisch – meist als Vierständer-Hallenhäuser in Fachwerkbauweise errichtet. Mehrere davon haben sich, teilweise wenig verändert, bis heute erhalten. Ortsbildprägend ist außerdem der Baumbestand aus alten Eichen. Südlich am Ort verläuft ein Deich, der als rückwärtiger Hochwasserschutz gedient hatte, bevor die Jeetzelniederung Mitte des 20. Jahrhunderts wasser- und deichbaulich umgestaltet wurde. So war es im Jahr 1888 zu einer Überschwemmung weiter Niederungsgebiete in Lüchow-Dannenberg und dabei auch des gesamten Dorfes Splietau gekommen. Laut einer Pegelmarkierung am ehemaligen Gasthof Witte hatte das Wasser dort am 22. März 1888 rund einen Meter über Flur gestanden.
Am 1. Juli 1972 wurde Splietau in die Stadt Dannenberg (Elbe) eingegliedert.